# Rivulus paresi
Rivulus paresi är en fiskart som beskrevs av Costa 2008. Rivulus paresi ingår i släktet Rivulus och familjen Rivulidae. Inga underarter finns listade i Catalogue of Life.